# Pontils
Pontils é um município da Espanha na comarca de Conca de Barberà, província de Tarragona, comunidade autónoma da Catalunha. Tem 67,6 km² de área e em 2021 tinha 138 habitantes (densidade: 2 hab./km²).
Até 1995, o município tinha o nome da até então capital: Santa Perpètua de Gaià (em catalão) e Santa Perpetua de Gayá (em castelhano). Nesse ano a capital foi mudada para Pontils, que passou também a ser o nome do município.

## Demografia
| Variação demográfica do município entre 1991 e 2004 [carece de fontes?] | Variação demográfica do município entre 1991 e 2004 [carece de fontes?] | Variação demográfica do município entre 1991 e 2004 [carece de fontes?] | Variação demográfica do município entre 1991 e 2004 [carece de fontes?] |
| ----------------------------------------------------------------------- | ----------------------------------------------------------------------- | ----------------------------------------------------------------------- | ----------------------------------------------------------------------- |
| 1991                                                                    | 1996                                                                    | 2001                                                                    | 2004                                                                    |
| 110                                                                     | 136                                                                     | 134                                                                     | 138                                                                     |